# Operation „Tage der Buße“
„Tage der Buße“ (hebräisch מבצע ימי תשובה, mivza jemei tschuva) ist der Name einer Militäraktion der israelischen Armee vom 30. September bis 15. Oktober 2004 im nördlichen Gazastreifen.

## Vorgeschichte
Im Laufe des Jahres 2004 forcierte der israelische Premierminister Ariel Scharon zunehmend seinen Plan eines israelischen Rückzugs aus dem Gazastreifen. Dieser Plan sah neben dem Abzug des israelischen Militärs auch den Abbau aller jüdischen Siedlungen vor. Mit dem Vorhaben geriet Ariel Scharon innenpolitisch jedoch stark unter Druck. Von vielen Seiten, auch in seiner eigenen Partei (dem Likud), gab es erheblichen Widerstand.
Im Verlauf des Jahres 2004 kam es zu mehreren Militäraktionen, u. a. zur „Operation Regenbogen“ im Frühjahr. Diese Aktionen wurden vor dem skizzierten Hintergrund so interpretiert,
- dass ein Erstarken der Hamas in Gaza nach dem Rückzug möglichst erschwert werden solle und
- dass demonstriert werden solle, dass sich Israel in einer Position der Stärke zurückzieht (den Rückzug aus dem Libanon hatte die Hisbollah als israelische Schwäche gedeutet).

Unmittelbarer Auslöser für die Operation „Tage der Buße“ war der anhaltende Beschuss vor allem der südisraelischen Stadt Sderot mit Kassam-Raketen vom nördlichen Gazastreifen aus, der einige Todesopfer forderte. Am Tag vor dem Einmarsch waren zwei Kleinkinder bei einem Angriff mit Kassam-Raketen ums Leben gekommen.

## Verlauf
Am 30. September 2004 marschierte die israelische Armee in einer der größten Militäraktionen seit Jahren in den nördlichen Gazastreifen ein. Sie stieß mit Panzern und mit Luftunterstützung nach Dschabaliya vor, wo es zu heftigen Kämpfen mit Angehörigen der Hamas kam. Terroristen der Hamas töteten einen israelischen Soldaten an einem Kontrollposten und in der Siedlung Nisanit eine Joggerin und einen Rettungssanitäter. Schon am ersten Tag kamen 25 Menschen ums Leben.
In den folgenden Tagen wurden die Kämpfe fortgesetzt. Nach israelischen Medienberichten waren während der Aktion 2000 Soldaten und 200 Panzer im Einsatz. Im Verlauf der Kämpfe starben bis zum 4. Oktober 2004 78 Menschen (darunter fünf Israelis), viele wurden verletzt. Unter den Toten waren neben Soldaten und palästinensischen Terroristen auch zivile Opfer. Die israelische Armee zerstörte auch Häuser und Plantagen.
Geplant war zunächst die weitere Fortsetzung der Aktion und die Errichtung einer Pufferzone im nördlichen Gazastreifen. Durch die Besetzung eines knapp zehn Kilometer breiten Gebiets sollten Raketenangriffe zukünftig verhindert werden. Die Führung der israelischen Armee ging von einer mehrwöchigen Operation aus.
UN-Generalsekretär Kofi Annan appellierte an Israel, den Einsatz zu beenden.
Am 15. Oktober hat sich die israelische Armee vorzeitig in ihre Ausgangsstellungen zurückgezogen.